# 青县农场
青县农场是中华人民共和国河北省沧州市青县下辖的一个类似乡级单位。

## 行政区划
下辖以下地区：
一分场村、三分场村、四分场村和五分场村。